# ОРГРЭС
ОРГРЭС — посёлок в Сергиево-Посадском районе Московской области России, входит в состав городского поселения Хотьково, (1994—2006 гг. — в составе Митинского сельского округа).
Образован при Государственном тресте по организации и рационализации районных электростанций и сетей, созданном в 1933 году как специализированное предприятие по оказанию услуг в сфере пусконаладки энергетических объектов и технической помощи в эксплуатации электростанций, электрических и тепловых сетей.
В 1952 году на территории посёлка был организован одноимённый детский оздоровительный лагерь, который посещали известные энергетики страны. Среди приглашённых можно было встретить Михаила Ботвинника, не раз посещавшего пионерский лагерь и дававшего сеансы одновременной игры в шахматы, в которых принимали участие пионеры и вожатые.

## Население
| 2002 | 2006 | 2010 |
| ---- | ---- | ---- |
| 260  | ↘258 | ↘245 |

## География
Посёлок ОРГРЭС расположен на севере Московской области, в юго-западной части Сергиево-Посадского района, примерно в 48 км к северу от Московской кольцевой автодороги и 9 км к западу от железнодорожной станции Сергиев Посад, по левому берегу реки Пажи бассейна Клязьмы.
В 10 км юго-восточнее посёлка проходит Ярославское шоссе М8, в 19 км к югу — Московское малое кольцо А107, в 11 км к северу — Московское большое кольцо А108, в 29 км к западу — Дмитровское шоссе А104. В 2,5 км севернее — линия Большого кольца Московской железной дороги, в 3,5 южнее — линия Ярославского направления Московской железной дороги. Ближайшие сельские населённые пункты — деревни Гаврилково, Золотилово и Шапилово. К посёлку приписано три садоводческих товарищества (СНТ).